# غاستون كابراري
غاستون كابراري (بالإسبانية: Gastón Caprari)‏ هو لاعب كرة قدم أرجنتيني في مركز الهجوم، ولد في 17 فبراير 1985 في قرطبة في الأرجنتين. لعب مع أتلتيكو باتروناتو وديبورتيس ماجالانز وسان مارتين دي سان خوان ونادي إلتشي.

## وصلات خارجية
- غاستون كابراري على موقع قاعدة بيانات كرة القدم.إي يو (الإنجليزية)
- غاستون كابراري على موقع Soccerway.com (الإنجليزية)